# Tata Xover
Der Tata Xover (sprich Crossover) ist ein Konzeptfahrzeug eines 7-sitzigen Softroaders, das von Tata Motors in Indien produziert wird. Es wurde erstmals auf dem Genfer Auto-Salon 2005 gezeigt.
Der Xover ist 4.850 mm lang und soll von den Dieselmotoren von Tata, die die Euro-IV-Norm erfüllen, angetrieben werden.